# Gaurax ephippium
Gaurax ephippium är en tvåvingeart som först beskrevs av Zetterstedt 1848.  Gaurax ephippium ingår i släktet Gaurax, och familjen fritflugor. Arten är reproducerande i Sverige.